# Beleg van Suffolk
Het Beleg van Suffolk vond plaats tussen 11 april en 4 mei 1863 tijdens de Amerikaanse Burgeroorlog.

## Achtergrond
Op 25 februari nam luitenant-generaal James Longstreet het bevel op zich van het Department of Virginia and North Carolina. Hij kreeg vier doelstellingen. Ten eerste moest hij Richmond verdedigen. Ten tweede diende hij indien nodig ondersteuning te verlenen aan het Army of Northern Virginia van generaal Robert E. Lee. Ten derde moest hij de nodige voorraden bij elkaar zien te krijgen om de Zuidelijke legers te bevoorraden en zijn vierde doel was de inname van het Noordelijke garnizoen in Suffolk. Om deze taken te volbrengen had Longstreet de beschikking over drie divisies.

## Verdedigingswerken van Suffolk
Het garnizoen van Suffolk werd aangevoerd door generaal-majoor John J. Peck. Het bestond uit één divisie van het VII Corps onder leiding van brigadegeneraal Michael Corcoran. Toen Longstreet naderde werd een tweede divisie uitgeleend aan Suffolk van het IX Corps onder leiding van George W. Getty en een derde divisie van Washington. Peck kreeg ondersteuning van twee flottieljes van vice-admiraal Samuel P. Lee. Peck organiseerde de verdediging van de stad in een grote cirkelvormige structuur. Het zuidwestelijk deel werd aangevoerd door kolonel Robert Sanford Foster, het zuidoostelijke front door brigadegeneraal Charles C. Dodge, het noordwestelijke front door brigadegeneraal Henry D. Terry en het noordoostelijk front door kolonel Arthur H. Dutton. Corcoran had het algemeen bevel over het zuiden en Getty over het noorden. De rivier werd beschermd door de marine. Ten oosten van de stad lagen de Great Dismal moerassen. De westelijke flank werd beschermd door de Nansemond-rivier. De twee flottieljes werden aangevoerd door luitenant Roswell Lamson en luitenant William B. Cushing.

## Het beleg
Op 11 april naderden Longstreets eenheden Suffolk. Ze staken de Nansemond over en veroverden verschillende voorposten en joegen een cavalerieregiment op de vlucht. De Noordelijke linies waren echter te sterk om aan te vallen. Daarom besliste brigadegeneraal Micah Jenkins om zich in te graven op de westelijke oever van de rivier.
Peck liet de verdediging van de rivier in handen van de marine en verplaatste de meeste van zijn infanterie naar het zuidelijke front. Longstreet zou inderdaad de aanval openen in het zuidelijke deel. Picketts divisie viel de linies aan van Foster en Dodge. Daaruit bleek al snel dat de Noordelijk linie te sterk was voor een frontale aanval. De volgende dag deed Foster een uitval en veroverde een groot deel van zijn voorposten terug. De volgende dagen werden de linies van Corcoran getest op zwakke plaatsen. Pickett stuurde verkenners door de moerassen om een eventuele doorgang te vinden. Ook dit bracht niets op. Longstreet besefte dat hij via het zuiden de stad niet zou kunnen innemen. Zowel Peck als Longstreet richtten hun aandacht op het noordelijke front. De divisie van generaal-majoor John Bell Hood nam stellingen in langs de westelijke oever van de rivier.
In de slagen bij Norfleet House en Hill's Point probeerden beide partijen de vijand te slim af te zijn. Toen ook daar geen beslissing viel, hield Longstreet zich bezig met het plunderen van de regio om genoeg voorraden naar Lee te sturen.
Op 30 april ontving Longstreet berichten over Noordelijke troepenbewegingen in het noorden van Virginia onder leiding van generaal-majoor Joseph Hooker. Hij kreeg evenwel nog geen orders om Lee te versterken. Toen Lee en Hooker op 1 mei slaags raakten bij Chancellorsville, kreeg Longstreet twee dagen later het bevel om het Army of Northern Virginia te versterken en het beleg van Suffolk op te geven. Tegen 9 mei waren Longstreets eenheden opnieuw opgenomen in Lees leger bij Fredericksburg.

## Gevolgen
Longstreet had twee van de vier doelstellingen gehaald. Richmond was veilig en hij had voldoende voorraden doorgestuurd naar Lee. Suffolk bleef in Noordelijke handen. Toch was Peck er niet in geslaagd om de regio te beschermen tegen Longstreet. Beide partijen hadden hun doelstellingen behaald, echter zonder een volledig succes te boeken op de vijand.